# مری ریس
سوزان مری ریس ریاضی‌دان بریتانیایی است که در ۳۱ ژوئیه سال ۱۹۵۳ در شهر کمبریج متولد شد. وی دکترای خود را در سال ۱۹۷۸ از دانشگاه واریک گرفته‌است. او از سال ۲۰۰۲ استاد ریاضیات دانشگاه لیورپول است و در زمینه پویاشناسی سامانه پیچیده کار می‌کند. او در همین سال عضو انجمن سلطنتی شد. او در زمینه ارگادیسیتی، اندازه لبگ و کره ریمان نیز کار کرده‌است.
دیوید ریس، پدر او نیز ریاضی‌دان بود و در زمینه ماشین انیگما کار کرده‌است.